# 15732 Vitusbering
A 15732 Vitusbering (ideiglenes jelöléssel 1990 VZ5) a Naprendszer kisbolygóövében található aszteroida. Eric Walter Elst fedezte fel 1990. november 15-én.